# ینکجه
ینکجه (به عربی: ینکجة، به زبان ترکی: Yenice) یک شهر در عراق است که در استان صلاح‌الدین واقع شده‌است.  این شهر در نزدیکی مرز استان کرکوک، در شمال عراق و ۱۰۰ کیلومتر (۶۲ مایل) مرز ایران است. جمعیت این شهر حدوداً ۲۵۰۰۰ نفر است